# Kreator
De Duitse metalband Kreator begon begin jaren 80 onder de naam Tormentor. Kreator speelt thrashmetal met een totaal eigen geluid dat je vooral bij Duitse thrashmetalbands hoort. Vaak wordt Kreator in één adem genoemd met landgenoten Sodom en Destruction vanwege de gelijkenissen in de muziek. Deze drie Duitse thrashmetalbands onderscheiden zich van de Bay Area-thrashers door de snelheid en agressie in hun muziek.

## Leden

### Huidige leden
- Miland 'Mille' Petrozza - gitaar, zang
- Jürgen 'Ventor' Reil - drums
- Frédéric Leclercq - bas
- Sami Yli-Sirniö - gitaar

### Voormalige leden
- Michael Wulf (overleden) - gitaar (ex-Sodom) (1986, slechts één concert)
- Jörg "Tritze" Trzebiatowski - gitaar (1986-1989)
- Frank "Blackfire" Gosdzik - gitaar (Mystic (Bra), ex-Sodom) (1989-1996)
- Tommy Vetterli - gitaar (Coroner) (1996-2001)
- Roberto "Rob" Fioretti - bas (1982-1992)
- Andreas Herz - bas (1992-1995)
- Joe Cangelosi - drums (Whiplash, Massacre) (1994-1996)
- Christian (Speecy) Giesler - bas (1994-2019)

## Discografie

### Albums
| Album met eventuele hitnotering(en) in de Nederlandse Album Top 100 | Datum van verschijnen | Datum van binnenkomst | Hoogste positie | Aantal weken | Opmerkingen   |
| ------------------------------------------------------------------- | --------------------- | --------------------- | --------------- | ------------ | ------------- |
| Endless pain                                                        | 10-1985               | -                     |                 |              |               |
| Pleasure to kill                                                    | 04-1986               | -                     |                 |              |               |
| Flag of hate                                                        | 1986                  | -                     |                 |              | ep            |
| Terrible certainty                                                  | 10-1987               | -                     |                 |              |               |
| Out of the dark ... into the light                                  | 1988                  | -                     |                 |              | ep            |
| Extreme aggression                                                  | 19-06-1989            | -                     |                 |              |               |
| Coma of souls                                                       | 06-11-1990            | -                     |                 |              |               |
| Renewal                                                             | 26-10-1992            | -                     |                 |              |               |
| Cause for conflict                                                  | 10-1995               | -                     |                 |              |               |
| Scenarios of violence                                               | 19-03-1996            | -                     |                 |              | Verzamelalbum |
| Outcast                                                             | 22-07-1997            | -                     |                 |              |               |
| Voices of transgression                                             | 04-04-1999            | -                     |                 |              | Verzamelalbum |
| Endorama                                                            | 20-04-1999            | -                     |                 |              |               |
| Past life trauma (1985–1992)                                        | 26-12-2000            | -                     |                 |              | Verzamelalbum |
| Violent revolution                                                  | 25-09-2001            | -                     |                 |              |               |
| Live kreation                                                       | 22-07-2003            | -                     |                 |              | Livealbum     |
| Enemy of God                                                        | 11-01-2005            | -                     |                 |              |               |
| Hordes of chaos                                                     | 16-01-2009            | 24-01-2009            | 66              | 1            |               |
| Terror prevails: Live at Rock Hard Festival                         | 11-2010               | -                     |                 |              | Livealbum     |
| Phantom antichrist                                                  | 01-06-2012            | 09-06-2012            | 87              | 1            |               |
| Gods of Violence                                                    | 27-01-2017            |                       |                 |              |               |
| Hate Über Alles                                                     | 10-06-2022            |                       |                 |              |               |

| Album met hitnotering(en) in de Vlaamse Ultratop 200 albums | Datum van verschijnen | Datum van binnenkomst | Hoogste positie | Aantal weken | Opmerkingen |
| ----------------------------------------------------------- | --------------------- | --------------------- | --------------- | ------------ | ----------- |
| Enemy of God                                                | 2005                  | 05-02-2005            | 90              | 1            |             |
| Phantom antichrist                                          | 2012                  | 09-06-2012            | 75              | 2*           |             |

## Videografie

### Dvd
- Live Kreation: Revisioned Glory (2003)
- Enemy of god (2005)
- Conquerers of the ice (2012)
- Dying Alive (2013)